# Duggahatti, Yelandur
Duggahatti là một làng thuộc tehsil Yelandur, huyện Chamarajanagar, bang Karnataka, Ấn Độ.